# Belomortsi
Belomortsi (Bulgaars: Беломорци) is een dorp in de Bulgaarse gemeente Omoertag, oblast Targovisjte. Op 31 december 2019 telde het dorp 907 inwoners. Het dorp ligt hemelsbreed 16 km ten zuidwesten van de regionale hoofdplaats Targovisjte en 267 km ten noordoosten van Sofia.

## Bevolking
Belomortsi werd tot de twintigste eeuw grotendeels bewoond door etnische Bulgaren. In de twintigste eeuw vestigden enkele sedentaire Roma-families zich in het dorp. In de daaropvolgende jaren kwamen steeds meer Roma permanent in het dorp wonen. Daarnaast zochten ook steeds meer etnische Turken, die uit hun oorspronkelijke nederzettingen elders in Bulgarije werden verdreven, hun toevlucht in Belomortsi. Als gevolg van deze migratieprocessen, samenhangend met het vruchtbaarheidspatroon onder de Roma, is de etnische samenstelling van het dorp de afgelopen eeuw drastisch veranderd.
|  |

De bevolking bestaat in de 21e eeuw grotendeels uit etnische Roma. In de volkstelling van maart 2001 vormden Roma 84,5% van de bevolking van Belomortsi, waarmee het dorp de op drie na hoogste concentratie van Roma in Bulgarije had. Alhoewel het percentage Roma in de volkstelling van februari 2011 licht is afgenomen tot 82,3%, vormen zij nog steeds veruit de grootste groep Belomortsi. Verder werden er kleinere aantallen Turken (45 personen; 8,2%) en Bulgaren (38 personen; 6,9%) geregistreerd.
| Etnische samenstelling van de respondenten (2011) | Etnische samenstelling van de respondenten (2011) | Etnische samenstelling van de respondenten (2011) | Etnische samenstelling van de respondenten (2011) | Etnische samenstelling van de respondenten (2011) |
| ------------------------------------------------- | ------------------------------------------------- | ------------------------------------------------- | ------------------------------------------------- | ------------------------------------------------- |
|                                                   |                                                   |                                                   |                                                   |                                                   |
| Bulgaren                                          | Bulgaren                                          |                                                   | 6,9%                                              | 6,9%                                              |
| Turken                                            | Turken                                            |                                                   | 8,2%                                              | 8,2%                                              |
| Roma                                              | Roma                                              |                                                   | 82,3%                                             | 82,3%                                             |
| Anders/Onbekend                                   | Anders/Onbekend                                   |                                                   | 2,6%                                              | 2,6%                                              |

Belomortsi · Balgaranovo · Dolna Choebavka · Dolno Kozarevo · Dolno Novkovo · Goljamo Tsarkvisjte · Gorna Choebavka · Gorno Kozarevo · Gorno Novkovo · Gorsko Selo · Ilijno · Kamboerovo · Kestenovo · Kozma Prezviter · Krasnoseltsi · Mogilets · Obitel · Oegledno · Omoertag · Panajot Chitovo · Panitsjino · Petrino · Plastina · Ptitsjevo · Padarino · Parvan · Rositsa · Ratlina · Stanets · Taptsjilesjtovo · Tsarevtsi · Tserovisjte · Tsjernokaptsi · Velitsjka · Velikdentsje · Verentsi · Veselets · Visok · Vrani Kon · Zelena Morava · Zmejno · Zvezditsa